# Intersport-Cup 1985
Der Intersport-Cup 1985 im Badminton fanden com 28. Februar bis zum 3. März 1985 in Schwäbisch Gmünd statt. Es war die vierte Auflage des Turniers.

## Finalresultate
| Disziplin    | Sieger                           | Finalist                    | Ergebnis     |
| ------------ | -------------------------------- | --------------------------- | ------------ |
| Herreneinzel | Jens Peter Nierhoff              | Jürgen Gebhardt             | 15:4, 15:3   |
| Dameneinzel  | Alison Fisher                    | Fiona Elliott               | 11:3, 11:4   |
| Herrendoppel | Richard Outterside Joe Ford      | Miles Johnson Andy Salvidge | 15:9, 15:1   |
| Damendoppel  | Wendy Poulton Jane Shipman       | Alison Fisher Fiona Elliott | 18:16, 15:10 |
| Mixed        | Richard Outterside Fiona Elliott | Miles Johnson Jane Shipman  | 15:12, 15:8  |